# Templo de Asclépio (Roma)
Templo de Asclépio ou, em sua forma latinizada, Templo de Esculápio foi um templo dedicado a Asclépio, deus grego da medicina, na Ilha Tiberina em Roma.

## História
O templo foi construído pela primeira vez entre 293 e 290 a.C. e inaugurado em 289 a.C. Segundo a lenda, uma epidemia atingiu Roma em 293 a.C., levando o Senado a construir um templo dedicado a Asclépio, cujo nome latinizado era Esculápio. Depois de terem sido consultados os Livros Sibilinos, que deram uma resposta favorável, uma delegação de anciãos romanos liderada por Quinto Ogúlnio Galo foi enviada a Epidauro, na Grécia, famosa por seu santuário a Asclépio, para obter uma estátua do deus para que fosse levada a Roma. A lenda também relata que, durante os ritos dedicatórios, uma grande serpente (um dos atributos de Asclépio) fugiu do santuário e se escondeu num barco romano. Certos de que isto seria um sinal de favorecimento do deus, a delegação romana rapidamente retornou a Roma, onde a epidemia ainda ocorria. Quando o navio já estava em Roma, ainda no Tibre, a cobra fugiu novamente e desapareceu numa ilha, marcando o local onde o templo seria construído. As obras começaram novamente e a inauguração ocorreu em 289 a.C.. Logo depois, a epidemia arrefeceu.
Em memória do evento, a frente da ilha foi também remodelada para imitar um trirreme. Um obelisco marcava o centro da ilha, em frente ao templo, imitando um mastro e blocos de travertino foram colocados ao longo das margens para criar a imagem de uma proa e uma popa. Diversas outras estruturas foram construídas na ilha para abrigar os doentes, como evidenciam as diversas inscrições e imagens votivas encontradas por toda parte.

## Vestígios
O templo foi destruído durante a Idade Média e já em 1000, a igreja de San Bartolomeo all'Isola foi construída sobre as ruínas por ordem de Otão III. O poço medieval perto do altar da igreja parece ter sido o mesmo utilizado para fornecer água aos doentes no período romano, como mencionado por Festo, um autor do século II. O Hospital Faterbenefratelli foi construído depois em frente à igreja.
Pouco resta do templo propriamente dito &mhdas; alguns fragmentos do obelisco atualmente estão em Nápoles e Munique e alguns blocos de travertino foram reutilizados em edifícios modernos da ilha, incluindo um relevo do bordão de Asclépio.